# Герман V фон Вид
Герман V фон Вид (нем. Hermann V. von Wied; 14 января 1477, Замок Альтвид — 15 августа 1552) — церковный и политический деятель Священной Римской империи, 50-й архиепископ Кёльна-курфюрст и 22-й герцог Вестфалии в 1515-1547 годах.

## Биография
Герман фон Вид был четвёртым сыном Фридриха, графа Видского. Герман получил церковное образование и стал курфюрстом и архиепископом в 1515 году. В 1520 году Герман фон Вид короновал Карла V в Ахене.
Поначалу Герман Видский был противником реформации, но затем он поссорился с папством и стал сторонником реформации. С помощью своего друга Иоганнеса Гроппера около 1536 года он начал продвигать реформацию в своей собственной епархии.
Его официальный разрыв с Римом был обрадовал протестантов, а Шмалькальденская лига заявила, что они полны решимости защищать его. Однако со временем протестанты потерпели поражение, а реформаторские идеи Германа Видского получили мало поддержки. Вызванный как к императору, так и к Папе римскому, Герман Видский был низложен и отлучен папой Павлом III от церкви в 1546 году. Он сложил с себя полномочия в феврале 1547 года и отправился в Вид.